# Thorild Dahlquist
Per Thorild Gunnar Dahlquist, född 17 mars 1920 i Uppsala, död 30 oktober 2009 i Helga Trefaldighets församling i samma stad, var en svensk filosof.

## Biografi
Dahlquist föddes som son till direktorn för Svenska kyrkans missionsstyrelse, teologie doktor Gunnar Dahlquist och författaren Siri Dahlquist, född Jonsson. Han var bror till Germund Dahlquist.
Dahlquist var hela sitt liv verksam i Uppsala, frånsett en period vid Göteborgs universitet, dit han begav sig för att höra filosofen Ernst Cassirers föreläsningar. Dahlquist ställde oerhört stora krav på sig själv och tenterade aldrig i formell mening. Professorerna kände hans stora lärdom och efter okonventionella samtal med honom skrev de in betygen. På en och samma dag 1949 kunde han ta ut fil.kand.- och fil.lic.examen. I den maskinskrivna avhandlingen Bidrag till teorierna för de klassiologiska antinomierna lade han fram sin upptäckt av och bevis för den s.k. bottenlöshetsparadoxen. Avhandlingen trycktes postumt som ett appendix till Lennart Nordenfelts biografi över honom.  Han var elev till Konrad Marc-Wogau och  Ingemar Hedenius. År 1970 blev han filosofie hedersdoktor och fick samma år  genom ett särskilt regeringsbeslut en personlig lärartjänst i teoretisk filosofi vid Uppsala universitet. Detta var en unik åtgärd, och egyptologiprofessorn Torgny Säve-Söderbergh har kommenterat fakultetens beredningsprocess med orden att "Vi var eniga om att en Sokrates måste vi ha råd med".
Dahlquist led av en hämning mot att publicera sig. I likhet med Sokrates var hans filosofiska insats därför uteslutande muntlig. I flera decennier undervisade Dahlquist vid universitets filosofiska institution och höll då och långt efter sin pensionering sina mycket välbesökta vetenskapliga diskussioner. Han kallade dem själv, med en äldre term, "colloquier". Dessa hade deltagare från alla fakulteter.  Då tog han upp de ämnen som låg honom varmast om hjärtat: antikens filosofi, den äldre uppsalafilosofin (Adolf Phalén och Axel Hägerström) liksom vännen Willard V. Quines filosofi. I läsesalen vid Uppsala universitetsbibliotek Carolina Rediviva var Dahlquist genom sitt sällskapliga sätt en för alla välkänd centralgestalt. Unga recentiorer och doktorander liksom gamla professorer frågade honom till råds, antingen det gällde filosofiska eller musikaliska frågor; klassisk musik var hans stora intresse.
Thorild Dahlquist tillägnades två festskrifter: Logic and value. Essays dedicated to Thorild Dahlquist on his fiftieth birthday, redigerad av Tom Pauli (1970)  samt ThD 60. Philosophical essays dedicated to Thorild Dahlquist on his sixtieth birthday (1980).
Gun-Britt Sundström har i sin roman Student- 64 genom gestalten "Theodor" givit ett porträtt av honom.  

### Familj
Thorild Dahlquist var sedan 1955 gift med filosofen, filosofie licentiat Ann-Mari Henschen (1924–2016) av släkten Henschen. De är begravda på Uppsala gamla kyrkogård.